# Martin Bormann
Pour les articles homonymes, voir Bormann.
Martin Bormann, né le 17 juin 1900 à Wegeleben, près de Halberstadt en province de Saxe et mort le 2 mai 1945 à Berlin, est un haut dignitaire nazi. Conseiller d'Adolf Hitler, il devient un des hommes les plus puissants du Troisième Reich. Plusieurs historiens l'ont qualifié d'éminence grise du parti nazi (NSDAP). 
Il est membre de la SS, au grade d’Obergruppenführer. Il côtoie Hitler partout, dont au Berghof, devenant entre-temps une sorte de factotum indispensable dans sa sphère privée, comme les remontrances de celui-ci envers le photographe Heinrich Hoffmann tendent à le démontrer :

« Mettez-vous bien cela dans la tête, j'ai besoin de Bormann pour gagner cette guerre. Certes, il est brutal et sans scrupules. C'est un taureau. Mais que chacun se dise bien que celui qui en veut à Bormann est contre moi, et que je ferai fusiller tous ceux qui s'opposent à cet homme. »

À ce titre, il devient chef de la chancellerie du parti nazi et secrétaire particulier du Führer. Après le suicide d'Hitler et conformément au testament de celui-ci, il prend la direction du NSDAP. Il disparaît durant la bataille de Berlin et, présumé en fuite mais probablement mort pendant la chute de Berlin, est condamné à mort par contumace pour crimes contre l'humanité au procès de Nuremberg.
Un cadavre, découvert lors de travaux de voirie à Berlin en 1972, est ensuite officiellement identifié comme étant celui de Bormann, mais des rumeurs sur sa fuite en Amérique latine ont longtemps persisté, jusqu'en 1998, date d'un contrôle de l'ADN sur le cadavre.

## Biographie

### Jeunesse
Il est le fils de Theodor Bormann (1862–1903), employé des postes, et de sa seconde épouse, Antonie Bernhardine Mennong, qui auront ensemble deux autres enfants, dont un deuxième fils Albert (1902-1989). Il a également une demi-sœur Else, et un demi-frère Walter, issu du premier mariage de leur père avec Louise Grobler, décédée en 1898. Son prénom de Martin lui fut attribué à la naissance parce que son père, luthérien très croyant, souhaitait ainsi honorer la mémoire du fondateur de la Réforme protestante, Martin Luther.
Il abandonna l'école pour travailler dans une ferme dans le Mecklembourg. Après un bref service au cours de la Première Guerre mondiale, il rejoignit le Freikorps dans cette province.
En mars 1925, il fut condamné à une année de prison comme complice de son ami Rudolf Höß (futur commandant des camps d'Auschwitz) pour le meurtre de Walter Kadow (supposé avoir dénoncé l'activiste nationaliste Albert Leo Schlageter aux Français qui occupaient à l'époque la Ruhr).
Après sa libération, il rejoint le NSDAP en Thuringe en 1927, devient l'officier de presse régional et, en 1928, chargé d'affaires.

## Le Troisième Reich

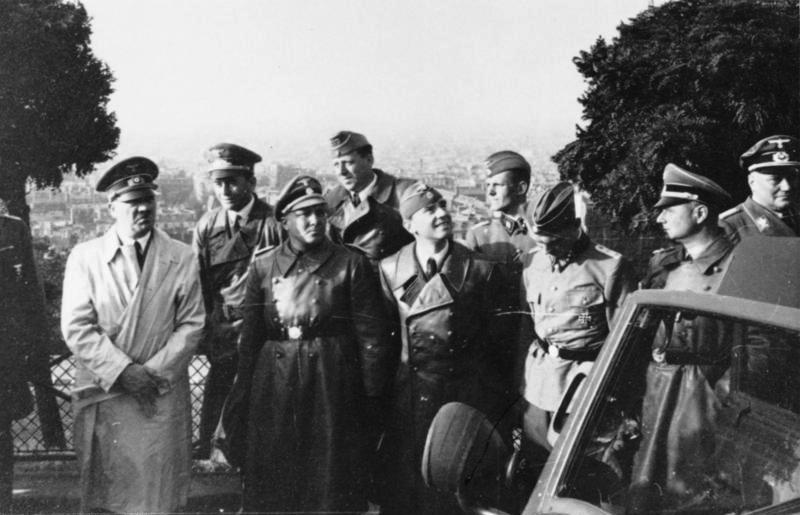
De gauche à droite : Adolf Hitler, Albert Speer, Martin Bormann, Hermann Giesler et Arno Breker à Paris, le 30 juin 1940.

### Fonctions officielles
En octobre 1933, Bormann devient le secrétaire personnel de Rudolf Hess, un des Reichsleiter du NSDAP et ami proche de Hitler ; en novembre, Bormann est élu au Reichstag.

### Proche de Hitler

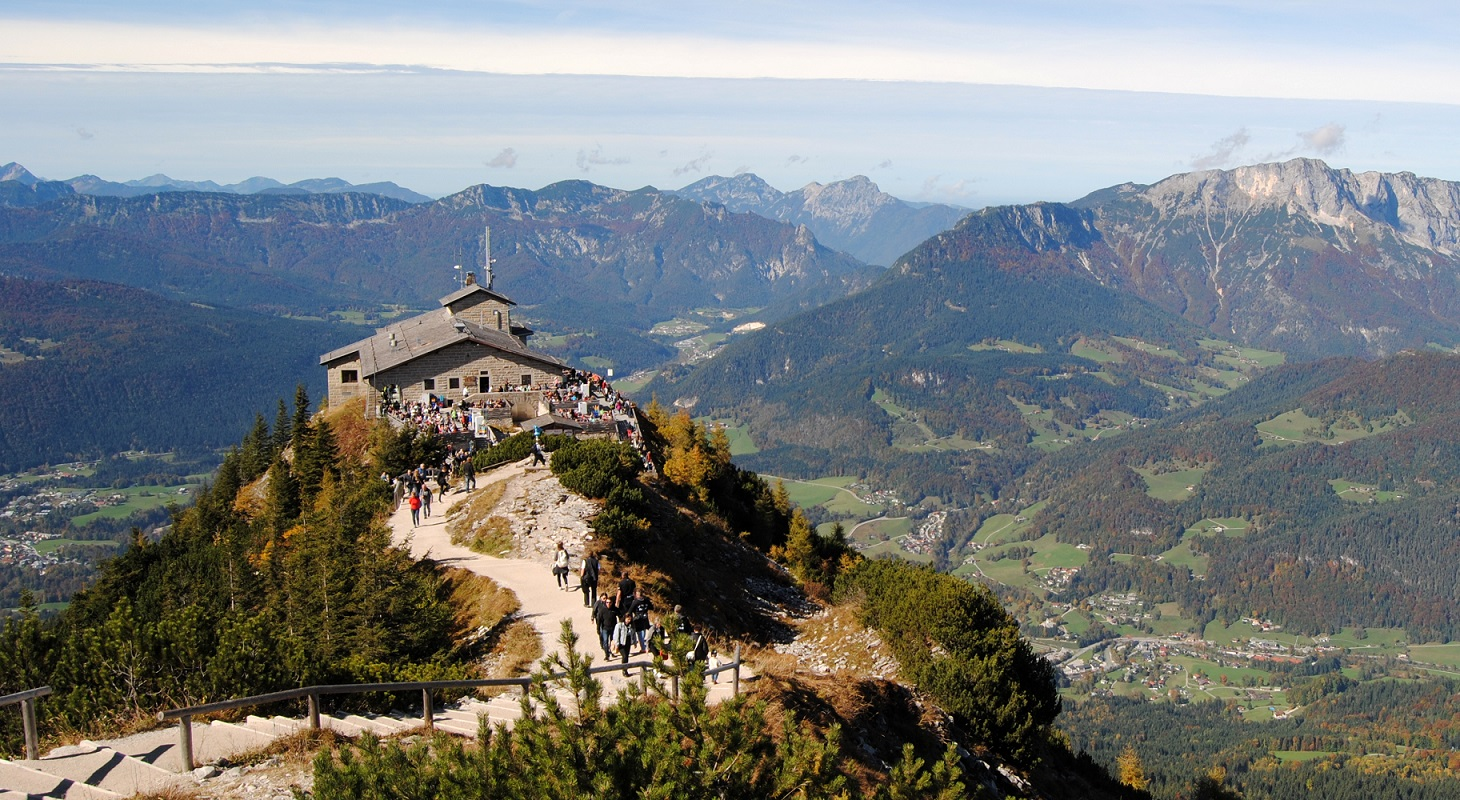
Le nid d'aigle en 2017.

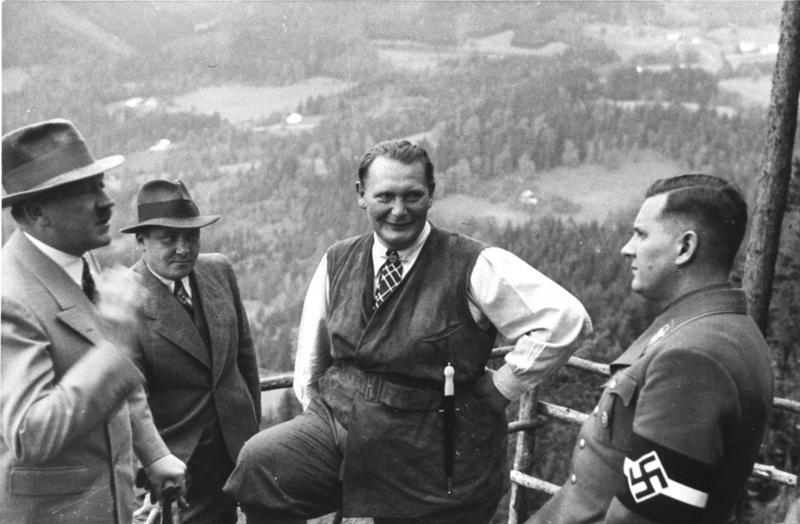
Martin Bormann (au fond à gauche) en compagnie de Hitler (à gauche au premier plan), de Hermann Göring (au centre) et de Baldur von Schirach, sur une terrasse, sans doute celle du Berghof, en 1936.

Bormann fait construire la Kehlsteinhaus (le « Nid d'aigle »), à Obersalzberg, à 800 m au dessus du Berghof, la résidence de montagne de Hitler, près de Berchtesgaden dans les Alpes bavaroises, à toute proximité de la frontière autrichienne. Au nom du parti nazi, il en « fait cadeau » au Führer pour son 50e anniversaire le 30 avril 1939. C'est une réalisation luxueuse et très coûteuse, avec un ascenseur creusé dans la montagne ; Hitler ne s'y rend que très rarement car il s'agit d’un lieu de rassemblement pour les dirigeants du parti nazi, où ils peuvent être accueillis avec leurs familles. Perché à 1 834 m d'altitude, le lieu offre une superbe vue panoramique sur le pays de Berchtesgaden, les Alpes bavaroises, vue qui porte jusqu'à Salzbourg à une quinzaine de kilomètres au nord.
D'après Nicolaus von Below :

« Hitler n'avait quasiment eu que des moqueries pour la participation de Bormann à la construction, jugeant que ce dernier n'aurait de cesse que d'avoir bouleversé l'Obersalzberg. Mais il ajoutait aussi – très sérieusement – qu'il ne pourrait pas utiliser cette maison sur le Kehlstein, parce qu'elle se trouvait presque à 2 000 mètres d'altitude et que l'air raréfié lui serait insupportable, en raison de sa tension artérielle élevée. […] Bormann avait quand même mené à bien la construction et l'aménagement. Tout était à présent terminé et, le lendemain de la visite de Chamberlain [en septembre 1938], il réussit à convaincre le Führer et sa suite d'aller jusqu'au Kehlstein. Le parcours sur la route spécialement construite pour cette « Maison de thé » était déjà une aventure. Au pied de la paroi rocheuse se dressait une porte monumentale doublée de cuivre et encadrée de blocs de granit. Fermée, elle ne s'ouvrit qu'à notre arrivée, découvrant un long tunnel habilement éclairé. Au bout de ce tunnel se trouvait la porte d'un ascenseur qui nous déposa à 80 mètres plus haut, dans la « Maison de thé ». Par le hall d'entrée, on accédait a une salle à manger allongée, puis à un vaste salon rond qui était le centre de la maison. Les murs étaient sans revêtement et le gris naturel de la pierre conférait à cet espace l'aspect d'une salle médiévale. […] Hitler fut impressionné : Bormann reçut des félicitations appuyées et put se réjouir des compliments du Führer. Sous le coup de la première impression, celui-ci déclara qu'il y amènerait des hôtes qu'il voudrait particulièrement honorer ou impressionner. »

Les habitants de l'Obersalzberg l'appelaient la « maison du Kehlstein » ou, parfois, la « maison des diplomates » (D-Haus), car quelques-uns y passèrent un moment. Le surnom de « nid d'aigle » lui fut attribué par un journaliste du Daily Mail, Ward Price, qui la visita le 17 septembre 1938.
Hitler s'y rendait rarement. Une confusion a souvent été faite[réf. souhaitée] avec la « maison de thé », but presque quotidien des promenades d'Hitler quand il était à la villa Berghof, qui se situait en dessous de cette dernière.

### Chef de la chancellerie du parti
Ayant mené une carrière discrète au siège du parti et au service de Hitler (gérant notamment sa fortune privée), son efficacité et sa fidélité sans faille à son chef lui procurèrent les moyens de contrôler la bureaucratie centrale du parti. C'est donc tout naturellement que la fuite de Rudolf Hess vers le Royaume-Uni permit à Bormann de prendre la tête de la Parteikanzlei en mai 1941, où il prouva qu'il était un maître dans le combat politique et administratif. Il administra et développa le fonds Adolf-Hitler pour l'industrie, des ressources obtenues par des contributions « volontaires » d'entrepreneurs à succès qui furent versées aux fonctionnaires au sommet du parti. De plus, il administra les finances personnelles de Hitler, ainsi que ses rendez-vous et sa chancellerie particulière. Il était toujours aux côtés de lui pendant les discours publics, prenant des notes.

### Acteur des rivalités au sein du Reich
En 1943, sorti victorieux du conflit de préséance et de pouvoir qui l'opposait à Hans Lammers, Bormann contrôla l'accès à Hitler, obligeant les ministres et les fonctionnaires du parti à dresser une liste des points qu'ils souhaitaient aborder avec le Chancelier. Ce pouvoir se concrétisa dans un titre, reçu le 12 avril 1943, de « secrétaire du Führer » , qui lui conféra un pouvoir énorme puisqu'une bonne partie de la législation était assise sur le Führerprinzip (la volonté du Führer). Il disposait en effet de la possibilité de transformer en décret contraignant des propos tenus par Hitler lors d'échanges plus ou moins informels.
À partir de cette période, appuyé sur Robert Ley, chef de l'organisation du parti, il donna au  parti nazi un nouveau souffle qui lui attribua davantage encore de pouvoirs, même s'il dut les partager avec les Gauleiter, qui disposaient d'un accès direct à Hitler et ainsi court-circuitaient le contrôle centralisé symbolisé par Bormann.

#### Derniers mois
La réorganisation des pouvoirs consécutive à l'échec de l'attentat contre Hitler du 20 juillet 1944 renforce considérablement les pouvoirs du parti nazi et par conséquent les siens : il ranime le parti, appuyé par la politique de Goebbels, qui souhaite en faire un instrument dans la mise en place de la guerre totale.
Dans les faits, il utilise les mesures mises en place par le ministre de la Propagande pour renforcer à la fois le pouvoir du parti sur la population et le pouvoir des Gauleiter sur l’administration. Il conçoit le renforcement des pouvoirs de ces derniers comme un moyen d'augmenter ses propres pouvoirs, tout d'abord aux dépens de la chancellerie du Reich, transformée selon les circonstances en simple boîte aux lettres ou en courroie de transmission d'ordres donnés par Bormann. Dans les faits, Bormann, en contrôlant l'administration du parti, non seulement usurpe les pouvoirs de l'administration du Reich, mais aussi accélère la fragmentation administrative du Reich.
Il joue aussi un rôle dans la répression des conjurés du 20 juillet 1944, en réfrénant la colère des militants du parti, tout en incitant ces derniers à mettre en avant les velléités de révolution sociale dont ils ne s'étaient jamais complètement départis, ce qui lui permet de resserrer son contrôle sur le parti nazi à la suite de l'attentat. De même, il compte parmi les adversaires les plus déterminés d'Albert Speer, dont il présente le ministère comme un ramassis de responsables économiques réactionnaires, et qu'il subordonne à Goebbels et au parti pour tout ce qui touche à la guerre totale.
Dans cette logique de guerre totale, confiée au parti, non seulement il accentue la pression du parti sur tous les secteurs de la société, l'industrie, la population, mais il s'immisce aussi dans le contrôle de l'armée et exerce ainsi un droit de regard sur les affaires militaires : en lien avec Himmler, il prépare au mois de septembre 1944, le projet de décret destiné à légaliser une levée d'hommes supplémentaires, anticipant ainsi de quelques semaines la levée du Volkssturm; rapidement, il exerce une forte influence dans la direction de ces troupes, prenant l'ascendant sur Himmler et la SS dans la lutte pour le contrôle de ces unités.
De même, le parti hérite, alors que les frontières du Reich sont menacées, de compétences en matière de fortifications : des bunkers, des pièges anti-chars et des barrages routiers doivent être érigés dans l'ensemble des Gaue menacés, à partir de la fin de l'été 1944. Confiée au parti, cette tâche est coordonnée au niveau du Reich par Bormann, qui dispose ainsi de la possibilité légale, octroyée par Hitler, tout d'abord de donner aux Gauleiter, commissaires à la défense du Reich, les consignes nécessaires à la réalisation de ces travaux de défense dans chaque Gau, ensuite de demander à Robert Ley, chef du Front du Travail, toute la main d’œuvre nécessaire; les hommes, originaires des Gaue occidentaux, mis à sa disposition pour les constructions défensives, reçoivent aussi des consignes pour aider au dégagement des décombres des villes bombardées à partir du mois de novembre 1944.
Durant les derniers mois de la guerre, Bormann transforme la chancellerie du NSDAP, dont il a la responsabilité, en instance bureaucratique très prolifique (1 372 directives et circulaires, sans compter les ordres de Hitler, en 1944), mais dont la vanité et l'inutilité des ordres et décrets n'échappent pas à Goebbels, qui évoque une « chancellerie de papier » : sa grande capacité de travail, son accès privilégié à Hitler, son contrôle de l'accès à ce dernier lui confère un pouvoir quasi absolu dans le Reich.
À partir du mois de décembre 1944, parfaitement informé des signes de désagrégation de la Wehrmacht, il se réfugie, pour fuir la réalité de la situation militaire qui se dégrade, dans le travail bureaucratique et le contrôle tatillon, allant jusqu'à se livrer à une inspection détaillée du quartier général de Ziegenberg, préparé pour l'offensive des Ardennes, ou bien dans des projets chimériques de réaménagement du Reich. À partir de janvier 1945, il ordonne aux responsables du Parti nazi de rester à leurs fonctions, sous peine de sanctions sévères, face aux avancées des troupes alliées, même si, de façon paradoxale, il prend la défense d'Arthur Greiser, Gauleiter de Wartheland, qui a abandonné la ville de Posen.

## Vie privée
Bormann se marie avec Gerda Buch (1909-1946), nazie convaincue et fille du juge de la cour suprême du parti, Walter Buch, avec laquelle il a dix enfants :
1. Martin Bormann junior (1930-2013) ;
2. Ilse Bormann (née le 9 juillet 1931) ; jumelle de la suivante ;
3. Ehrengard (Eicke) Bormann (9 juillet 1931 - 4 juillet 1958) ; jumelle de la précédente ; professoresse en 1953, épouse le chimiste Natalino Moreni à Milan le 26 juillet 1954. Ils ont une fille, Elisabeth, en septembre 1955. Ehrengard meurt emportée par la maladie de Werlhof (maladie cutanée hémorragique). Après la mort de sa mère, Elisabeth sera placée dans un orphelinat.
4. Irmgard (Irma) Bormann (née le 25 juillet 1933) ; en 1957 elle épouse le menuisier Klotz
5. Gerhard Rudolf Bormann (né 31 août 1934) ;
6. Heinrich Hugo Bormann (né le 13 juin 1936) ; a été conducteur de bulldozer à Duisburg
7. Eva-Maria Ute Bormann (née le 4 mai 1938) ; a été vendeuse chez un marchand de meubles
8. Gerda Bormann (née le 23 octobre 1940) ; a été aide ménagère à Essen.
9. Friedrich Hartmut Bormann (né le 4 mars 1942) ; a été apprenti dans un commerce à Essen
10. Joseph Volker Bormann (né le 18 septembre 1943 - mort en 1946).

Les Bormann forment un couple uni mais peu conventionnel : sa femme se réjouit des conquêtes féminines de son époux, jusqu'à espérer en janvier 1944 que l'une d'entre elles, l'actrice Manja Behrens lui donne un autre enfant. Anticlérical et antichrétien, Bormann rédige avec son épouse, dans le courant de l'année 1944, une proposition de loi autorisant la bigamie dans le Reich.

## Un nazi convaincu
Antichrétien déclaré, il affirmait l'incompatibilité entre nazisme et christianisme, et était favorable aux persécutions contre les Églises catholiques et protestantes. Il écrit ainsi : « Les conceptions nationales-socialistes et chrétiennes sont incompatibles. Les Églises chrétiennes fondent leur œuvre sur l'ignorance de l'être humain, alors que le national-socialisme repose sur des bases scientifiques ». 
Sur le plan théorique et idéologique, le rejet virulent du christianisme trouve ses origines dans la mouvance völkisch du nazisme : une partie du courant völkisch prônait en effet soit une sorte de « christianisme germanique », soit un paganisme aryen, soutenu plus tard par une partie importante du mouvement nazi, à commencer par Himmler et Rosenberg, qui évoque ces thèses dans Le Mythe du vingtième siècle. Le rejet du christianisme témoigne aussi du souci de Bormann de « s'assurer une sorte d'infaillibilité idéologique ». 
Il visait également, et de façon plus pragmatique, à supprimer l'influence du clergé afin d'asseoir la domination du Parti nazi. Il a ordonné l'assassinat de 2 500 prêtres polonais (certains ont été égorgés) et a déclaré à de nombreuses reprises que les membres du clergé seraient les suivants dans le programme d'extermination SS[réf. nécessaire].

## La disparition
Durant les derniers jours du Troisième Reich, après avoir appris par la lecture du testament d'Adolf Hitler qu'il prenait la direction du Parti nazi, Bormann se saoule en compagnie des généraux Hans Krebs et Wilhelm Burgdorf, se demandant s'il est préférable de se suicider ou de fuir. Bormann choisit finalement la fuite, à la différence des deux généraux qui se suicident dans la nuit du 1er au 2 mai 1945.

### Les faits
Après le suicide de Hitler, des personnes réfugiées dans le Führerbunker décidèrent de fuir l'avancée des troupes soviétiques. Le soir du 1er mai « Bormann et Mohnke tentèrent d'organiser en groupes le personnel à évacuer. Ces groupes prirent le départ vers vingt-trois heures, deux heures plus tard que prévu. […] Pendant un certain temps, Bormann, Stumpfegger, Schwägermann et Axmann restèrent groupés. Ils suivirent la ligne de chemin de fer jusqu'à la gare de Lerther Strasse. Puis ils se séparèrent. Bormann et Stumpfegger partirent vers le nord-est en direction de la gare de Stettin. Axmann partit dans le sens opposé, mais il se heurta à une patrouille soviétique. Il revint sur ses pas, reprenant l'itinéraire qu'avait emprunté Bormann. Peu après, il tomba sur deux cadavres. Il les identifia comme étant ceux de Bormann et de Stumpfegger, mais n'eut pas le temps de déterminer comment ils avaient été tués. » Dans le chaos de la chute de Berlin, les cadavres ne furent pas retrouvés, donnant naissance à des spéculations sur une fuite éventuelle.
Du fait de l'incertitude autour de sa disparition, Bormann fut condamné à mort par contumace au procès de Nuremberg pour crimes de guerre et crimes contre l'humanité.

### Découverte du corps
Le 7 décembre 1972, deux cadavres furent découverts lors de travaux de creusement d'une tranchée pour une canalisation d'eau près de la gare de Lehrter, un lieu qui correspondait au témoignage d'Artur Axmann. Ces squelettes furent identifiés comme ceux de Bormann et de Stumpfegger grâce à leur dentition. Le prothésiste Fritz Echtmann reconnut un bridge en trois parties qu'il avait lui-même fabriqué pour Bormann en 1942. Du verre retrouvé entre ses dents indiquerait qu'il se serait suicidé avec une capsule de cyanure.
Le 4 avril 1973, le procureur de Francfort reconnut officiellement la mort de Bormann sur la base de l'expertise dentaire de Reidar Sognnaes,. En 1998, un test d'ADN (analyse de l'ADN mitochondrial) mené par le Dr W. Eisenmenger, de l'Institut de médecine légale de Munich, le confirma,.

### Spéculations sur sa mort
Depuis le chaos du soir du 1er mai 1945, Martin Bormann fut un « globe-trotter fantôme ». Il aurait été repéré 6 438 fois dans la quasi-totalité des pays à travers le monde. De nombreuses controverses et problèmes en suspens demeurent sur la mort de Bormann, certains polémistes contestant les analyses effectuées sur la denture du squelette ainsi que les analyses ADN.
D'après les allégations rapportées par un ancien caporal SS et corroborées peu après par le célèbre chasseur de nazis Simon Wiesenthal dans une interview donnée à un journal danois en 1968, l'hebdomadaire britannique Sunday Times affirmait, le 31 décembre 1967, qu'il était toujours en vie dans le sud du Brésil, près de la frontière du Paraguay, et gravement atteint d'un cancer du poumon. L'informateur SS prétendait entre autres que Bormann, le visage remodelé, vivait dans une certaine colonie connue sous le nom de « Waldner 555 ».
Diverses spéculations portent sur sa mort en Amérique du Sud : son corps aurait été ramené en Allemagne afin qu'il soit découvert à Berlin. Cette thèse se fonde sur l'argile rouge retrouvée sur le squelette de la station Lehrter. Ce type d'argile ne se trouve pas à Berlin mais bien à Itá au Paraguay où la présence de Bormann était suspectée. Ces deux thèses sont évoquées dans le documentaire « Bormann, un homme à l'ombre du Führer ».
La série documentaire « Hunting Hitler » dans le huitième épisode de la deuxième saison « La sépulture »explique la mort de Martin Bormann. Cette série se fonderait sur des documents secrets rendus publics. Ils auraient permis d'établir la relation entre Martin Bormann et son nom d’emprunt « Juan Keller ». Son décès serait dans ce cas survenu le 17 février 1959. L'épisode montre sa sépulture supposée et expose les témoignages de personnes prétendant avoir assisté à l’enterrement de « Juan Keller » au cimetière d’Itá près d’Asuncion.
La fiction El Lobo du journaliste et écrivain français Jacques Kaufmann a relancé la polémique au sujet du fameux trésor nazi dont Bormann aurait organisé le transfert en Argentine à la fin de la guerre. Certains auteurs affirmèrent en effet que le trésor aurait été subtilisé aux Allemands par le couple Perón qui aurait accueilli à bras ouverts de nombreux criminels de guerre. L'auteur alimente cette théorie en imaginant que le trésor aurait été caché dans le mausolée d'Eva Perón.
D'autres pensent que Bormann aurait survécu en tant qu'espion soviétique et qu'il aurait continué de conseiller les Soviétiques après la guerre,.
Collaborateur condamné à mort en Belgique en 1946, Paul Van Aerschodt (1922-2011) a vécu sous le nom de Pablo Simons à San Sebastian en Espagne, où l'a rencontré un journaliste du quotidien belge La Dernière Heure, Gilbert Dupont. Paul van Aerschodt soutient avoir rencontré Martin Bormann « à quatre reprises vers 1960 » à La Paz, en Bolivie, où il se serait réfugié en 1947 « grâce à un visa obtenu en quelques jours sur l'intervention d'un père clarétain, Mgr Antezana ». Ses déclarations apportent de l'eau au moulin de la controverse sur la mort du dignitaire nazi, officiellement déclarée en 1945, et de la polémique sur le soutien de l’Église aux criminels nazis en fuite. « Bormann venait du Paraguay. Il préparait avec une vingtaine d'officiers un coup d'État pour renverser Perón en Argentine », a-t-il raconté. « Bormann était resté un fanatique […] Sous le nom d'Augustin von Lembach, il se faisait passer pour un père rédemptoriste et portait la soutane noire, ce qui le faisait bien marrer », a-t-il ajouté. « Il célébrait des communions, des mariages, des funérailles et administrait les derniers sacrements », a-t-il précisé. Cette fausse identité est donnée en 1981 par Paul Manning (en).

## Dans la fiction et la culture populaire

### Cinéma
- 1950 : Mission secrète (Секретная миссия, Sekretnaya missiya) de Mikhaïl Romm, joué par Vladimir Belokourov [46]
- 1955 : La Fin d'Hitler, film de Georg Wilhelm Pabst, joué par Curt Eilers.
- 2004 : La Chute film d'Oliver Hirschbiegel, joué par Thomas Thieme (de).
- 2007 : Mon Führer : la Vraie Véritable Histoire d'Adolf Hitler, film de Dani Levy, joué par Udo Kroschwald (de).
- 2008 : Hitler est kaput !, film de Marius Waisberg, joué par Iouri Stoïanov

### Télévision
- 1972 : Le Bunker, joué par François Chaumette.
- 1981 : Le Bunker, joué par Michael Lonsdale.

### Littérature
- Bleu de Prusse, roman policier de Philip Kerr dont l'action se passe à Berchtesgaden et au Berghof juste avant le 50e anniversaire de Hitler.
- La conspiration de l'Ombre, roman d'espionnage de Steve Berry (2021), repose sur la survie de Martin Bormann et son départ à l'étranger après 1945.
- Quia Absurdum (1970), recueil de nouvelles de Pierre Boulle. La première histoire, intitulée Son dernier combat, évoque la survie supposée de Martin Bormann au Pérou. L'écrivain imagine une visite à Adolf Hitler, sa femme Eva Braun, leur chienne Blondi. Tous les trois ont échappé à la mort à Berlin et se sont enfuis en Amérique du Sud. Hitler et sa femme, qui ont adopté un adolescent métis, sont devenus propriétaires terriens et sont vénérés par leurs employés amérindiens. Bormann lui-même à l'extérieur de la propriété est très apprécié des indigènes. Mais Hitler confie à Bormann ses cauchemars nocturnes à propos des Juifs, dont il cherche à comprendre le sens.
- La Saga du Soleil Noir de Giacometti et de Ravenne. Il apparaît comme secrétaire personnel d'Adolf Hitler.